# Seznam kamenů zmizelých v Královéhradeckém kraji

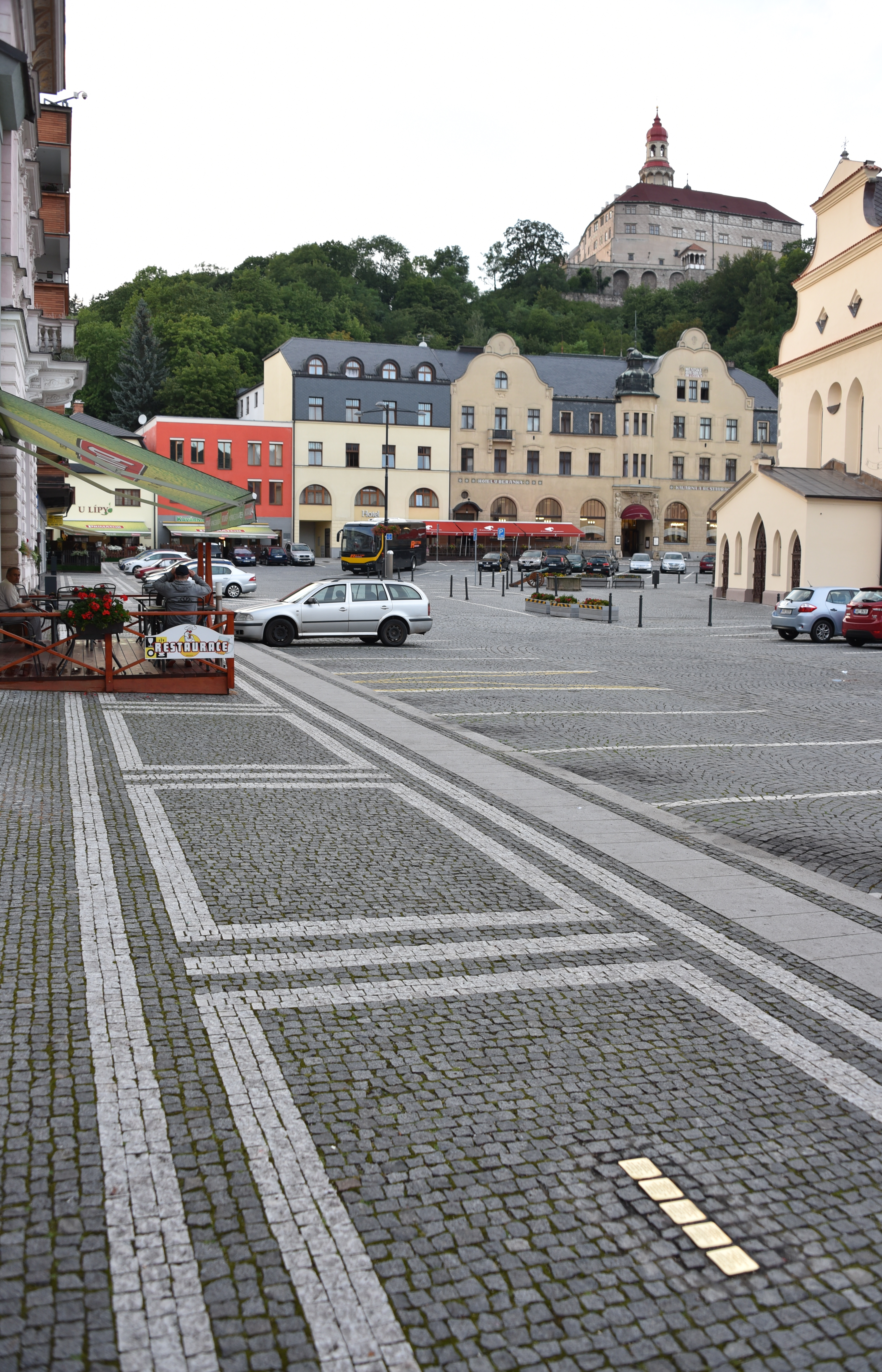
Stolpersteine pro pět zavražděných sester rodiny Goldschmidů v Náchodě

Seznam kamenů zmizelých (Stolpersteine) v Královéhradeckém kraji obsahuje přehled pamětních kamenů obětem nacismu v Královéhradeckém kraji. Jsou to doslova „kameny, o které je třeba klopýtnout“. Vznikly jako součást celoevropského projektu Stolpersteine německého umělce Guntera Demniga, který položil první kámen v roce 1992 v Kolíně nad Rýnem. Kameny zmizelých jsou věnovány těm, kteří byli nacisty deportováni, vyhnáni, zavražděni nebo spáchali sebevraždu.
První kameny byly položeny v roce 2008 v Praze. Na projektu v rámci České republiky spolupracuje Institut Terezínské iniciativy a Židovské muzeum v Praze.
V Královéhradeckém kraji jsou kameny zmizelých v Dobrušce, Doubravici, Hradci Králové, Chlumci nad Cidlinou, Jičíně, Kostelci nad Orlicí, Náchodě, Rychnově nad Kněžnou a Trutnově.  

## Dobruška
Židovská komunita je v Dobrušce prokázána od 2. poloviny 16. století. Od 1. poloviny 18. století sídlila v okolí Šubertova náměstí, kde byla synagoga. Původní stavba velmi utrpěla při pořárech v letech 1806 a 1866. Do dnešní novogotické podoby byla dobrušská synagoga upravena v roce 1868. Dům čp. 45 vedle synagogy sloužil jako byt rabína a od roku 1984 je zde muzeum. Dne 18. prosince 1942 byli dobrušští židé posláni přes Hradec Králové transportem do Terezína. Útrapy druhé světové války přežilo pět z nich, jediný Oskar Fantl se vrátil do Dobrušky. Židovská obec tak nebyla jako ve většina měst a obcí obnovena.
V Dobrušce se nacházejí tyto kameny zmizelých:
| Obrázek | Nápis | Bydliště                                               | Odhalení        | Jméno, život |
| ------- | --- | ------------------------------------------------------ | --------------- | --- |
|         | ZDE ŽIL KAREL ADLER NAR. 25. 1. 1909 DEPORTOVÁN 18. 12. 1942 DO TEREZÍNA ZAVRAŽDĚN 1943 V OSVĚTIMI                                | Novoměstská čp. 186 50°17′34″ s. š., 16°9′33″ v. d.    | 19. června 2021 | Karel Adler se narodil 25. ledna 1909 do rodiny Bohumila a Emilie Adlerových. Jeho otec v Dobrušce provozoval obchod s galanterním zbožím. Dne 20. června 1937 se vzal za manželku Martu Neuovou. Na jaře následujícího roku se manželům narodila dcera Hana. Celá rodina Adlerova byla zavražděna v Osvětimi. |
|         | ZDE ŽILA MARTA ADLEROVÁ NAR. 12. 6. 1914 DEPORTOVÁNA 18. 12. 1942 DO TEREZÍNA ZAVRAŽDĚNA 1943 V OSVĚTIMI                          | Novoměstská čp. 186 50°17′34″ s. š., 16°9′33″ v. d.    | 19. června 2021 | Marta Adlerová rozená Neuová se narodila 12. června 1914. Vyrostla v Náchodě, kde chodila do pěveckého sboru. Jejím otcem byl učitel němčiny a kantor náchodské synagogy Adolf Neu. Učil také mladého Josefa Škvoreckého, který později svého učitele Adolfa i jeho dceru Martu vložil do svých povídek. V roce 1937 se provdala za Karla Adlera a přestěhovala se do Dobrušky. V roce 1938 se jim narodila dcera Hana. Celá rodina Adlerova byla zavražděna v Osvětimi.                             |
|         | ZDE ŽILA HANA ADLEROVÁ NAR. 21. 3. 1938 DEPORTOVÁNA 18. 12. 1942 DO TEREZÍNA ZAVRAŽDĚNA 1943 V OSVĚTIMI                           | Novoměstská čp. 186 50°17′34″ s. š., 16°9′33″ v. d.    | 19. června 2021 | Hana Adlerová se narodila 21. března 1938 do rodiny Karla a Marty Adlerových. Spolu se svými rodiči byla transportována do Terezína a následně do Osvětimi, kde byly zavražděna. |
|         | ZDE ŽIL Ing. ARNOŠT TAUSIK TOMSKÝ NAR. 8. 12. 1887 DEPORTOVÁN 20. 6. 1942 DO TEREZÍNA ZAVRAŽDĚN 1942 V MALÉM TROSTINCI            | Novoměstská čp. 186 50°17′34″ s. š., 16°9′33″ v. d.    | 19. června 2021 | Ing. Arnošt Tausik Tomský byl textilní inženýr a ředitel tkalcovny. Žil s rodinou ve stejném domě jako rodina Adlerova. Jeho manželka vyrostla v sirotčinci a židovský původ neměla v dokladech. Kvůli vypjaté situaci se manželé rozvedli, což zachránilo ji i jejich syna Jana. Arnošt Tausik vystoupil z židovské obce a změnil si příjmení na Tomský. Ani tato opatření ho však před transportem do koncentračního tábora nezachránila.                                                          |
|         | ZDE ŽIL BOHUMIL ADLER NAR. 5. 7. 1877 DEPORTOVÁN 18. 12. 1942 DO TEREZÍNA ZAVRAŽDĚN 1943 V OSVĚTIMI                               | Novoměstská čp. 15 50°17′33″ s. š., 16°9′34″ v. d.     | 13. června 2022 | Bohumil Adler se narodil 5. července 1877. Obchodoval v Dobrušce s galanterním zbožím. S ženou Emilií měl dva syny, Karla a Ottu a dceru Helenu (Traubovou), která se provdala do Prahy a jako jediná z rodiny přežila holokaust. S celou rodinou byl trasportován do Terezína. Byl zavražděn v plynové komoře koncentračního tábora Osvětim. |
|         | ZDE ŽILA EMILIE ADLEROVÁ NAR. 22. 11. 1881 DEPORTOVÁNA 18. 12. 1942 DO TEREZÍNA ZAVRAŽDĚNA 1943 V OSVĚTIMI                        | Novoměstská čp. 15 50°17′33″ s. š., 16°9′34″ v. d.     | 13. června 2022 | Emilie Adlerová rozená Adlerová se narodila 22. listopadu 1881 v Jičíně. Byla manželkou Bohumila Adlera a měla syny Karla a Ottu a dceru Helenu. Stejně jako většina členů její rodiny, byla zavražděna v Osvětimi. |
|         | ZDE ŽIL OTTO ADLER NAR. 16. 11. 1910 DEPORTOVÁN 18. 12. 1942 DO TEREZÍNA ZAVRAŽDĚN 1943 V OSVĚTIMI                                | Novoměstská čp. 15 50°17′33″ s. š., 16°9′34″ v. d.     | 13. června 2022 | Otto Adler se narodil 16. listopadu 1910 do rodiny Bohumila a Emilie Adlerových. Byl zavražděn v Osvětimi. |
|         | ZDE ŽIL JOSEF FLEISCHER NAR. 17. 10. 1853 DEPORTOVÁN 18. 12. 1942 DO TEREZÍNA ZAVRAŽDĚN 1943 V TEREZÍNĚ                           | Šubertovo nám. čp. 46 50°17′32″ s. š., 16°9′44″ v. d.  | 13. června 2022 | Josef Fleischer se narodil 17. října 1853. Byl obchodníkem s bavlněným zbožím. Zahynul v Terezíně. |
|         | ZDE ŽILA JENNY FLEISCHEROVÁ NAR. 8. 6. 1874 DEPORTOVÁNA 18. 12. 1942 DO TEREZÍNA ZEMŘELA 1945 NA NÁSLEDKY ÚTRAP                   | Šubertovo nám. čp. 46 50°17′32″ s. š., 16°9′44″ v. d.  | 13. června 2022 | Jenny Fleischerová se narodila 8. června 1874. Dočkala se konce války, ale na konci srpna roku 1945 zemřela na následky špatného zacházení v koncentračních táborech. |
|         | ZDE ŽILA OTIILIE KOHNOVÁ NAR. 11. 10. 1871 DEPORTOVÁNA 18. 12. 1942 DO TEREZÍNA ZAVRAŽDĚNA 1943 V TEREZÍNĚ                        | Šubertovo nám. čp. 46 50°17′32″ s. š., 16°9′44″ v. d.  | 13. června 2022 | Otiilie Kohnová rozená Fleischerová se narodila 11. října 1871. Při obsazení pohraničí se přestěhovala z Mostu za rodinou do Dobrušky. Ze svého bydliště v Mostu uprchla před záborem Sudet do Dobrušky. V prosinci roku 1942 byla transportována do Terezína, kde 17. listopadu 1943 zahynula. |
|         | ZDE ŽIL RUDOLF KORNFELD NAR. 15. 3. 1880 VĚZNĚN OD 1941 V HRADCI KRÁLOVÉ ZAVRAŽDĚN 16. 10. 1942 V OSVĚTIMI                        | nám. F. L. Věka čp. 19 50°17′32″ s. š., 16°9′33″ v. d. | 18. května 2023 | Rudolf Kornfeld se narodil 15. března 1880. Byl velkoobchodníkem s koloniálním zbožím. Jeho manželka byla Hermína rozená Löwyová. Měli spolu syny Karla a Zdeňka. V roce 1924 se přistěhovali ze Skalky do Dobrušky. Během války byla celá rodina vystěhována do Lhoty u Dobrušky. Byl zatčen v roce 1941 a vězněn v Opočně, Hradci Králové a Terezíně. Byl zavražděn v Osvětimi. Z celé rodiny válku přežil pouze syn Zdeněk Kornfeld, který po znárodnění rodinného majetku emigroval do Brazílie. |
|         | ZDE ŽILA HERMÍNA KORNFELDOVÁ ROZ. LÖWYOVÁ NAR. 22. 6. 1886 PŘED DEPORTOVÁNÍM UKONČILA SAMA ŽIVOT 16. 12. 1942 VE LHOTĚ U DOBRUŠKY | nám. F. L. Věka čp. 19 50°17′32″ s. š., 16°9′33″ v. d. | 18. května 2023 | Hermína Kornfeldová rozená Löwyová se narodila 22. června 1886. Byla manželkou obchodníka Rudolfa Kornfelda, s níž měla syny Karla a Zdeňka. Rozhodla se dobrovolně ukončit život těsně před transportem do koncentračním táborů. |
|         | ZDE ŽIL KAREL KORNFELD NAR. 26. 5. 1912 DEPORTOVÁN 1942 DO TEREZÍNA ZAVRAŽDĚN V OSVĚTIMI                                          | nám. F. L. Věka čp. 19 50°17′32″ s. š., 16°9′33″ v. d. | 18. května 2023 | Karel Kornfeld se narodil 26. května 1912 do rodiny Rudolfa a Hermíny Kornfeldových. Stejně jako jeho otec byl zavražděn v Osvětimi. |
|         | ZDE ŽIL BEDŘICH KORNFELD NAR. 26. 4. 1882 DEPORTOVÁN 1942 DO TEREZÍNA ZAVRAŽDĚN V OSVĚTIMI                                        | Kostelní čp. 8 50°17′34″ s. š., 16°9′39″ v. d.         | 18. května 2023 | Bedřich Kornfeld se narodil 26. dubna 1882. Byl velkoobchodníkem a bratrem Rudolfa Kornfelda. Jeho manželkou byla Anna Kornfeldová a společně měli dceru Hanu. Celá rodina byla zavražděna v Osvětimi. |
|         | ZDE ŽILA ANNA KORNFELDOVÁ NAR. 24. 11. 1897 DEPORTOVÁNA 1942 DO TEREZÍNA ZAVRAŽDĚNA V OSVĚTIMI                                    | Kostelní čp. 8 50°17′34″ s. š., 16°9′39″ v. d.         | 18. května 2023 | Anna Kornfeldová se narodila 24. listopadu 1897. Byla manželkou obchodníka Bedřicha Kornfelda, s nímž měla jedinou dceru Hanu. Byla zavražděna v Osvětimi. |
|         | ZDE ŽILA HANA KORNFELDOVÁ NAR. 29. 12. 1927 DEPORTOVÁNA 1942 DO TEREZÍNA ZAVRAŽDĚNA V OSVĚTIMI                                    | Kostelní čp. 8 50°17′34″ s. š., 16°9′39″ v. d.         | 18. května 2023 | Hana Kornfeldová se narodila 29. 12. 1927 do rodiny Bedřicha a Anny Korfeldových. Stejně jako její rodiče byla zavražděna v Osvětimi. |

## Doubravice
V Doubravici se nacházejí tyto kameny zmizelých:
| Obrázek | Nápis | Bydliště | Odhalení | Jméno, život                               |
| ------- | --- | -------- | -------- | ------------------------------------------ |
|         | ZDE VYUČOVAL KAREL JEŽEK NAR. 29. 5. 1902 ZATČEN GESTAPEM 2. 7. 1942 POPRAVEN 9. 7. 1942 V PARDUBICÍCH NA ZÁMEČKU |          |          | Karel Ježek – členem odbojové skupiny S21B |

## Hradec Králové
Židovské obyvatelstvo Hradce Králové bydlelo v místě dnešního Kavčího plácku. Toto místo zmiňuje o nejstarší zmínka o židech v Hradci z konce 14. století. Předpokládá se, že zde komunita žila už dříve. V průběhu 16. a 17. století byli židé z města několikrát vypovězeni. První synagoga byla umístěna ve dvoře obecního domu v Rokitankého ulici. Novodobá židovská náboženská obec v Hradci vznikla v roce 1864. Nová synagoga byla postavena v letech 1904–1905 podle návrhu Václava Weinzettla. Po zrušení náboženské obce sloužila jako budova Státní vědecké knihovny. Židovská komunita v Hradci Králové nebyla nikdy příliš početná, ale v roce 1942 bylo z Hradce do Terezína transportováno 1200 lidí. V Hradci Králové bylo zřízeno shromaždiště pro židovské obyvatelstvo z města i širokého okolí v budově bývalé obchodní akademie, dnes části Pedagogické fakulty Univerzity Hradec Králové na dnešním Náměstí Svobody. Z celkového počtu transportovaných válku přežilo 99 lidí. Po druhé světové válce byla židovská obec obnovena, ale na začátku 50. let byla z důvodu nízkého počtu členů zrušena.
V Hradci Králové se na realizaci projektu Kameny zmizelých podílí město Hradec Králové, Muzeum východních Čech v Hradci Králové, Státní oblastní archiv Hradec Králové, Státní okresní archiv Chrudim, Židovská obec v Praze, Institut Paměti národa Pardubice, Památník Terezín, Nadace Guntera Demniga a Technické služby Hradec Králové.
V Hradci Králové se nacházejí tyto kameny zmizelých:
| Obrázek | Nápis | Bydliště                                                   | Odhalení      | Jméno, život |
| ------- | --- | ---------------------------------------------------------- | ------------- | --- |
|         | ZDE ŽIL JUDR. JOSEF TAUSIK NAR. 1857 DEPORTOVÁN 1942 DO TEREZÍNA ZAVRAŽDĚN 11. 1. 1943                                                          | Velké náměstí čp. 151 50°12′35″ s. š., 15°49′57″ v. d.     | 2. října 2024 | JUDr. Josef Tausik se narodil 4. prosince 1857 v Poličce. Josef Tausik byl činný v mnoha organizacích. Od roku 1902 byl předsedou Židovské náboženské obce v Hradci Králové a zasloužil se o stavbu synagogy. Byl autorem jednoho z prvních průvodců po královéhradeckém bojišti, bojišti u České Skalice a Náchoda v roce 1866. Byl jedním ze zakládajících členů Komitétu pro udržování pomníků na bojišti Králové-hradeckém. Stejný spolek inicioval Kameny zmizelých pro manžele Tausikovi. |
|         | ZDE ŽILA KLÁRA TAUSIKOVÁ ROZ. WEINEROVÁ NAR. 1869 DEPORTOVÁNA 1942 DO TEREZÍNA 1944 DO OSVĚTIMI ZAVRAŽDĚNA                                      | Velké náměstí čp. 151 50°12′35″ s. š., 15°49′57″ v. d.     | 2. října 2024 | Klára Tausiková rozená Weinerová se narodila 12. října 1869. |
|         | ZDE ŽIL MUDR. EMIL HERMAN NAR. 1899 UKRÝVÁN NA SLOVENSKU INTERNOVÁN 1944 V BUDAPEŠTI, SARVARU OSVOBOZEN 1945 V BUDAPEŠTI                        | Ulrichovo náměstí čp. 762 50°12′38″ s. š., 15°49′15″ v. d. | 2. října 2024 | MUDr. Emil Herman se narodil v roce 1899 v oblasti Užhorodu. Po první světové válce se rozhodl studovat medicínu v Budepešti. Maďarsko ale omezovalo počet židovských studentů na vysokých školách a Emil Herman nakonec vystudoval lékařskou fakultu v Praze. Po návratu do Užhorodu se oženil s Margit Burgerovou. V roce 1928 získal nabídku pracovat jako lékař u Československých národních drah v Hradci Králové. Nastěhovali se do nově postaveného paláce Fénix. V roce 1930 se manželům narodila dcera Věra. Emil Herman byl členem Sociálně demokratické strany a s příchodem nacismu v Německu pomáhal uprchlíkům. Po okupaci Československa rodina přesídlila do rodného Užhorodu. Mezi lety 1940–1943 se skrývali v Budapešti a na Slovensku. Na konci roku 1943 znovu prchli do Budapešti. Na začátku roku 1944 byli židé v Budapešti internováni do pevnosti v Tolonci. Emil Herman byl již bez rodiny přesunut do internačního tábora v Sárváru, kde pracoval jako vězeňský lékař. Tam se znovu setkal se svou ženou Margit a zachránil ji před transportem do Osvětimi. Při povstání ve věznici Sárvár se oběma podařilo uprchnout. Skrývali se v Budapešti, kde se díky švédskému diplomatovi Raoulu Wallenbergovi setkali s dcerou Věrou. Rodina Emila Hermana válku přežila. V roce 1947 emigrovali do USA. |
|         | ZDE ŽILA MARGIT HERMAN ROZ. BURGER NAR. 1902 UKRÝVÁNA NA SLOVENSKU INTERNOVÁNA 1944 V BUDAPEŠTI, KISTARCSE, SARVARU OSVOBOZENA 1945 V BUDAPEŠTI | Ulrichovo náměstí čp. 762 50°12′38″ s. š., 15°49′15″ v. d. | 2. října 2024 | Margit Herman rozená Burgerová se narodila v roce 1902 v oblasti Užhorodu. Ve 20. letech 20. století se provdala na lékaře Emila Hermana. Manželé žili v Hradci Králové, kde se jim narodila jediná dcera Věra. Po okupaci Československa rodina přesídlila do rodného Užhorodu. Když se situace dále vyostřovala, přesídlila rodina do Budapešti k Margitiným bratrům. S dcerou Věrou byla umístěna do internačního tábora v Kistarcse. Aniž by si byla jistá jejím dalším osudem, předala svou dceru Věru do rukou pracovníkům švédského Červeného kříže. Ženy v Kistarcse byly vypraveny transportem do Osvětimi, transport byl však odkloněn do Sárváru. Zde se Margit setkala se svým manželem Emilem, který ji zachránil před další cestou do Osvětimi. Zůstala v internáčním táboře v Sárváru, odkud při povstání s manželem prchla do Budapešti. Margit Hermanová s manželem a dcerou válku přežili, později emigrovali do USA. |
|         | ZDE ŽILA VĚRA HERMAN NAR. 1930 UKRÝVÁNA NA SLOVENSKU INTERNOVÁNA 1944 V BUDAPEŠTI, KISTARCSE OSVOBOZENA 1945 V BUDAPEŠTI                        | Ulrichovo náměstí čp. 762 50°12′38″ s. š., 15°49′15″ v. d. | 2. října 2024 | Věra Herman provdaná Goodkin se narodila v červnu roku 1930 v Hradci Králové do rodiny Emila a Margit Hermanových. Po okupaci Československa odešla s rodiči do Užhorodu k příbuzným. Prchala před nacistickými represemi až do roku 1944. Poté byla s matkou Margit umístěna do internačního tábora v Kistarcse. Brzy odtud putovala do dětského domova, který v Maďarsku provozoval švédský Červený kříž. Věra během pobytu v dětském domově onemocněla spálou a musela být hospitalizována v nemocnici. Během jejího pobytu s nemocnici byl dětský domov napaden maďarskými fašisty a všechny děti byly zavraždeny. Jelikož se po uzdravení neměla již kam vrátit, putovala do místního sirotčince, který byl také pod správou švédského Červeného kříže. Díky pomoci švédského diplomata Raoula Wallenberga se setkala ještě před koncem války s rodiči v Budapešti, kde se dočkali osvobození. V roce 1947 odešla s rodiči do USA. Věra Goodkin zemřela 2. října 2023, přesně rok před položením kamenů zmizelých v Hradci Králové. |

## Chlumec nad Cidlinou
Přítomnost židovské komunity v Chlumci nad Cidlinou je známá již z privilegia Viléma Zuba z Landštýna z konce 15. století, kde je zmíněn židovský řezník. V dalších dobách je zmínek o židech v Chlumci velmi málo. Ve 20. století se komunita běžně zapojovala do kulturního života města a mnozí patřili mezi vyšší třídu. Byli to obchodníci, továrníci nebo lékaři. Židovská komunita měla v historii několik modliteben. Synagoga na rohu Palackého a Rooseveltovy ulice byla vystavěna v letech 1899–1900. Po vzniku Protektorátu Čechy a Morava byli i chlumečtí židé připraveni o veškeré cennosti, nemovitosti, svobodu a většina z nich i o život. Chlumec nad Cidlinou patřil po Oberlandrat Kolín a zdejší škola byla shromaždištěm pro chlumeckém židy před transportem do Terezína. Transport AAd byl vypraven 13. června 1942. Část z nich v Terezíně rovnou přestoupila do tzv. trestních transportů na východ. Byli povražděni neznámo kde v rámci odplaty za atentát na zastupujícího říšského protektora Reinharda Heydricha. Válka se podařilo přežít těm, kteří byli do Terezína deportováni až na konci války. Jedinou chlumeckou židovkou, která přežila koncentrační tábor v Osvětimi byla Edita Steinerová.
V Chlumci nad Cidlinou se nacházejí tyto kameny zmizelých:
| Obrázek | Nápis | Bydliště                                                  | Odhalení          | Jméno, život |
| ------- | --- | --------------------------------------------------------- | ----------------- | --- |
|         | ZDE ŽILA RŮŽENA FLEISCHNEROVÁ ROZ. VOHRYZKOVÁ NAR. 1873 DEPORTOVÁNA 1942 DO TEREZÍNA ZAVRAŽDĚNA 17. 10. 1942  | Kozelkova čp. 257 50°9′31″ s. š., 15°27′34″ v. d.         | 21. září 2022     | Růžena Fleischnerová rozená Vohryzková se narodila 6. února 1873 v Chrudimi. Byla vdovou po Vojtěchu Fleischnerovi, který zemřel v roce 1940. |
|         | ZDE ŽIL EMIL SLADKUS NAR. 1878 DEPORTOVÁN 1942 DO TEREZÍNA ZAVRAŽDĚN                                          | Palackého čp. 71 50°9′11″ s. š., 15°27′28″ v. d.          | 21. září 2022     | Emil Sladkus se narodil 10. ledna 1878 v Krakovanech. Byla synem Šalamouna Sladkuse a jeho manželky Františky rozené Kovanicové. Vzal si za manželku Irenu Sušickou a měli čtyři děti, dcery Františku, Ellu a Pavlínu a syna Karla. Byl majitelem železářství. Zahynul v koncentračních táborech. Po válce se opatrovníkem pozůstalosti stal jeho bratr Bohumil. |
|         | ZDE ŽILA IRENA SLADKUSOVÁ ROZ. SUŠICKÁ NAR. 1884 DEPORTOVÁNA 1942 DO TEREZÍNA ZAVRAŽDĚNA                      | Palackého čp. 71 50°9′11″ s. š., 15°27′28″ v. d.          | 21. září 2022     | Irena Sladkusová rozená Sušická se narodila 17. ledna 1884 v Praze. S manželem Emilem měli čtyři děti, dcery Františku, Ellu a Pavlínu a syna Karla. Nikdo z rodiny válku nepřežil. |
|         | ZDE ŽIL KAREL SLADKUS NAR. 1913 DEPORTOVÁN 1942 DO TEREZÍNA DO MAJDANKU ZAVRAŽDĚN 1. 9. 1942                  | Palackého čp. 71 50°9′11″ s. š., 15°27′28″ v. d.          | 21. září 2022     | Karel Sladkus se narodil 6. listopadu 1913 v Chlumci nad Cidlinou. Byl synem Emila a Ireny Sladkudových. Byl obchodníkem a ještě před deportací do Terezína byl umístěn v pracovním táboře v Jihlavě. |
|         | ZDE ŽIL OTTO ŠVELB NAR. 1895 DEPORTOVÁN 1942 DO TEREZÍNA ZAVRAŽDĚN 1942 V TREBLINCE                           | Palackého čp. 79 50°9′17″ s. š., 15°27′31″ v. d.          | 5. září 2023      | Otto Švelb se narodil 27. června 1895 v Chlumci nad Cidlinou. Byl synem Mořice a Marie Švelbových. Byl holičem stejně jako jeho otec. Matka Marie zemřela těsně před transportem v únoru roku 1942. |
|         | ZDE ŽIL KAREL FIŠER NAR. 1901 DEPORTOVÁN 1942 DO TEREZÍNA ZAVRAŽDĚN 2. 9. 1942 V MAJDANKU                     | Čelakovského čp. 43 50°9′14″ s. š., 15°27′36″ v. d.       | 5. září 2023      | Karel Fišer se narodil 21. září 1901. Do Chlumce nad Cidlinou se v roce 1930 přistěhoval z Mladé Boleslavi. Byl obchodníkem. Vzal si Irmu Stárkovou a měli spolu syna Zdeňka. Karel Fišer byl zavražděn 2. září 1942 v koncentračním táboře Majdanek. |
|         | ZDE ŽILA IRMA FIŠEROVÁ ROZ. STÁRKOVÁ NAR. 1904 DEPORTOVÁNA 1942 DO TEREZÍNA ZAVRAŽDĚNA 1942 V POLSKU          | Čelakovského čp. 43 50°9′14″ s. š., 15°27′36″ v. d.       | 5. září 2023      | Irma Fišerová rozená Stárková se narodila 1. června 1904. Provdala se za Karla Fišera a měli spolu syna Zdeňka. Válku nepřežila. |
|         | ZDE ŽIL ZDENĚK FIŠER NAR. DEPORTOVÁN 1942 DO TEREZÍNA ZAVRAŽDĚN 1942 V POLSKU                                 | Čelakovského čp. 43 50°9′14″ s. š., 15°27′36″ v. d.       | 5. září 2023      | Zdeněk Fišer se narodil 19. ledna 1938 do rodiny Karla a Irmy Fišerových. Válku nepřežil. |
|         | ZDE ŽILA VILEMÍNA WEISSOVÁ ROZ. PENTLÁŘOVÁ NAR. 1870 DEPORTOVÁNA 1942 DO TEREZÍNA ZAVRAŽDĚNA 1942 V TREBLINCE | Klicperovo náměstí čp. 12 50°9′14″ s. š., 15°27′43″ v. d. | 5. září 2023      | Vilemína Weissová rozená Pentlářová se narodila 12. dubna 1870 v Chlumci nad Cidlinou. Byla manželkou Morice Weisse, ale neměli děti. V době transportů byla vdovou. Byla zavražděna v koncentračním táboře Treblinka. |
|         | ZDE ŽILA IDAA KOLIŠOVÁ NAR. 1894 DEPORTOVÁNA 1942 DO TEREZÍNA ZAVRAŽDĚNA 1942 V MALÉM TROSTINCI               | Kliceprovo náměstí čp. 68 50°9′15″ s. š., 15°27′47″ v. d. | 15. července 2024 | Ida Kolišová rozená Weissová se narodila 28. června 1894 v Chlumci nad Cidlinou. Byla druhou manželkou Rudolfa Koliše, který v roce 1903 založil první továrnu na výrobu odstředivek na mléko v Československu. Rudolf zemřel v dubnu 1939. Společně měli dceru Věru, vychovávala ale i nevlastního syna Františka. S dětmi zahynula v Malém Trostinci.           |
|         | ZDE ŽIL FRANTIŠEK KOLIŠ NAR. 1904 DEPORTOVÁN 1942 DO TEREZÍNA ZAVRAŽDĚN 1942 V MALÉM TROSTINCI                | Kliceprovo náměstí čp. 68 50°9′15″ s. š., 15°27′47″ v. d. | 15. července 2024 | František Koliš se narodil 4. prosince 1904 do rodiny Rudolfa Koliše a jeho první manželky. Byl technickým úředníkem. Zahynul v Malém Trostinci společně se dvou nevlastní matkou a sestrou. |
|         | ZDE ŽILA VĚRA KOLIŠOVÁ NAR. 1919 DEPORTOVÁNA 1942 DO TEREZÍNA ZAVRAŽDĚNA 1942 V MALÉM TROSTINCI               | Kliceprovo náměstí čp. 68 50°9′15″ s. š., 15°27′47″ v. d. | 15. července 2024 | Věra Kolišová se narodila 6. října 1919 do rodiny Rudolfa a Idy Kolišových. Společně s matkou a nevlastním bratrem František byla zavražděna v Malém Trostinci. |
|         | ZDE ŽILA HELENA KRAUSOVÁ ROZ. STEINEROVÁ NAR. 1894 DEPORTOVÁNA 1942 DO TEREZÍNA ZAVRAŽDĚNA V POLSKU           | Klicperovo náměstí čp. 16 50°9′13″ s. š., 15°27′41″ v. d. | 15. července 2024 | Helena Krausová rozená Steinerová se narodila 16. června 1894 v Patříně. Provdala se za Jindřicha Krause, ale ještě před válkou ovdověla. Manželé měli dvě děti, dceru Hanu a syna Zdeňka. |
|         | ZDE ŽILA VĚRA KRAUSOVÁ NAR. 1923 DEPORTOVÁNA 1942 DO TEREZÍNA ZAVRAŽDĚNA V POLSKU                             | Klicperovo náměstí čp. 16 50°9′13″ s. š., 15°27′41″ v. d. | 15. července 2024 | Hana Krausová se narodila 7. července 1923 do rodiny Jindřicha a Heleny Krausových. |
|         | ZDE ŽIL ZDENĚK KRAUS NAR. 1926 DEPORTOVÁN 1942 DO TEREZÍNA ZAVRAŽDĚN V POLSKU                                 | Klicperovo náměstí čp. 16 50°9′13″ s. š., 15°27′41″ v. d. | 15. července 2024 | Zdeněk Kraus se narodil 19. července 1926 do rodiny Jindřicha a Heleny Krausových. Byl holičským účněm. |

## Jičín
Osídlení židovským obyvatelstvem v Jičíně je doloženo ve 14. století. Židé tehdy vlastnili domy v různých částech města. Židovská čtvrť byla od 16. století severovýchodně od Valdštejnova náměstí v ulici dodnes pojmenované Židovská. Jednalo se o několik domů, ale také o budovu školy. Ve stejném století byli všichni z města vyhnáni a znovu pozváni za doby Albrechta z Valdštejna. Ochráncem obce se stal Jakub Baševi z Treuenberka, bývalý primas Židovské obce v Praze a dvorský Žid císařů Rudolfa II., Matyáše a Ferdinanda II.  Na konci Židovské ulice stojí synagoga z roku 1784. Dnešní klasicistní podobu získala při opravách po požáru v roce 1840. V lednu 1943 bylo z Jičína a blízkého okolí deportována přes Mladou Boleslav do Terezína více než 100 židovských obyvatel.
V Jičíně se nacházejí tyto kameny zmizelých:
| Obrázek | Nápis | Bydliště                                                  | Odhalení      | Jméno, život        |
| ------- | --- | --------------------------------------------------------- | ------------- | ------------------- |
|         | ZDE ŽIL ROMAN STEINER NAR. 1929 DEPORTOVÁN 13.1.1943 DO TEREZÍNA DO OSVĚTIMI 20.1.1943 ZAVRAŽDĚN                                          | Žižkovo nám. čp. 6 50°26′12″ s. š., 15°21′15″ v. d.       | 7. září 2019  | Roman Steiner       |
|         | ZDE ŽIL JIŘÍ STEINER NAR. 1931 DEPORTOVÁN 13.1.1943 DO TEREZÍNA DO OSVĚTIMI 20.1.1943 ZAVRAŽDĚN                                           | Žižkovo nám. čp. 6 50°26′12″ s. š., 15°21′15″ v. d.       | 7. září 2019  | Jiří Steiner        |
|         | ZDE ŽIL MAX STEINER NAR. 1886 DEPORTOVÁN 13.1.1943 DO TEREZÍNA DO OSVĚTIMI 20.1.1943 ZAVRAŽDĚN                                            | Žižkovo nám. čp. 6 50°26′12″ s. š., 15°21′15″ v. d.       | 7. září 2019  | Max Steiner         |
|         | ZDE ŽILA IRMA STEINEROVÁ ROZ. FREUNDOVÁ NAR. 1896 DEPORTOVÁNA 13.1.1943 DO TEREZÍNA DO OSVĚTIMI 20.1.1943 ZAVRAŽDĚNA                      | Žižkovo nám. čp. 6 50°26′12″ s. š., 15°21′15″ v. d.       | 7. září 2019  | Irma Steinerová     |
|         | ZDE ŽIL HARRY STEINER NAR. 1922 DEPORTOVÁN 13.1.1943 DO TEREZÍNA DO OSVĚTIMI 20.1.1943 ZAVRAŽDĚN                                          | Žižkovo nám. čp. 6 50°26′12″ s. š., 15°21′15″ v. d.       | 7. září 2019  | Harry Steiner       |
|         | ZDE ŽILA MAGDA STEINEROVÁ NAR. 1925 DEPORTOVÁNA 13.1.1943 DO TEREZÍNA DO OSVĚTIMI 20.1.1943 ZAVRAŽDĚNA                                    | Žižkovo nám. čp. 6 50°26′12″ s. š., 15°21′15″ v. d.       | 7. září 2019  | Magda Steinerová    |
|         | ZDE ŽIL OTTO STEINER NAR. 1883 DEPORTOVÁN 13.1.1943 DO TEREZÍNA DO OSVĚTIMI 20.1.1943 ZAVRAŽDĚN                                           | Žižkovo nám. čp. 6 50°26′12″ s. š., 15°21′15″ v. d.       | 7. září 2019  | Otto Steiner        |
|         | ZDE ŽILA RŮŽENA STEINEROVÁ ROZ. LÖWYOVÁ NAR. 1898 DEPORTOVÁNA 13.1.1943 DO TEREZÍNA DO OSVĚTIMI 20.1.1943 ZAVRAŽDĚNA                      | Žižkovo nám. čp. 6 50°26′12″ s. š., 15°21′15″ v. d.       | 7. září 2019  | Růžena Steinerová   |
|         | ZDE ŽIL VIKTOR HÁHN NAR. 1894 DEPORTOVÁN 1943 DO TEREZÍNA 1944 DO OSVĚTIMI ZAVRAŽDĚN                                                      | Valdštejnovo nám. čp. 93 50°26′13″ s. š., 15°21′11″ v. d. | 7. září 2020  | Viktor Háhn         |
|         | ZDE ŽILA ANNA HÁHNOVÁ ROZ. MÜHLSTEINOVÁ NAR. 1904 DEPORTOVÁNA 1943 DO TEREZÍNA 1944 DO OSVĚTIMI ZAVRAŽDĚNA                                | Valdštejnovo nám. čp. 93 50°26′13″ s. š., 15°21′11″ v. d. | 7. září 2020  | Anna Háhnová        |
|         | ZDE ŽIL JIŘÍ HÁHN NAR. 1930 DEPORTOVÁN 1943 DO TEREZÍNA 1944 DO OSVĚTIMI ZAVRAŽDĚN                                                        | Valdštejnovo nám. čp. 93 50°26′13″ s. š., 15°21′11″ v. d. | 7. září 2020  | Jiří Háhn           |
|         | ZDE ŽIL OTTO GOLIATH NAR. 1869 ZATČEN 1. 9. 1938 DEPORTOVÁN 1938 DO BUCHENWALDU ZAVRAŽDĚN 20. 5. 1940                                     | Valdštejnovo nám. čp. 3 50°26′11″ s. š., 15°21′5″ v. d.   | 5. října 2021 | Otto Goliath        |
|         | ZDE ŽILA ARNOŠTKA GOLIATHOVÁ ROZ. LUSTIGOVÁ NAR. 1880 ZATČEN 17. 9. 1942 DEPORTOVÁNA DO SVATOBOŘIC 1943 DO TEREZÍNA ZAVRAŽDĚNA V OSVĚTIMI | Valdštejnovo nám. čp. 3 50°26′11″ s. š., 15°21′5″ v. d.   | 5. října 2021 | Arnoštka Goliathová |
|         | ZDE ŽIL JUDR. KAREL GOLIATH NAR. 1901 UPRCHL 14. 3. 1939 DO KRAKOVA ZATČEN 3. 11. 1939 V OLOHOVICÍCH DEPORTOVÁN 1942 DO GULAGU PROPUŠTĚN  | Valdštejnovo nám. čp. 3 50°26′11″ s. š., 15°21′5″ v. d.   | 5. října 2021 | Karel Goliath       |
|         | ZDE ŽILA EMÍLIE CHVALOVSKÁ ROZ. GOLIATHOVÁ NAR. 1902 ZATČENA 17. 9. 1942 DEPORTOVÁNA DO SVATOBOŘIC 1944 DO TEREZÍNA OSVOBOZENA            | Valdštejnovo nám. čp. 3 50°26′11″ s. š., 15°21′5″ v. d.   | 5. října 2021 | Emílie Chvalovská   |
|         | ZDE ŽIL FRANTIŠEK GOLIATH NAR. 1904 ZATČEN 15. 3. 1939 DEPORTOVÁN 1939 DO SACHSENHAUSENU 1940 DO DACHAU ZAVRAŽDĚN 27. 4. 1941             | Valdštejnovo nám. čp. 3 50°26′11″ s. š., 15°21′5″ v. d.   | 5. října 2021 | František Goliath   |

## Kostelec nad Orlicí
V Kostelci nad Orlicí se nacházejí tyto kameny zmizelých:
| Obrázek | Nápis                                                                                       | Bydliště                                       | Odhalení | Jméno, život    |
| ------- | ------------------------------------------------------------------------------------------- | ---------------------------------------------- | -------- | --------------- |
|         | ZDE ŽIL RUDOLF HOFMANN NAR. 1880 DEPORTOVÁN DO TEREZÍNA-MALÉ PEVNOSTI ZAVRAŽDĚN 1944 TAMTÉŽ | Komenského 465 50°7′27″ s. š., 16°12′29″ v. d. |          | Rudolf Hoffmann |

## Náchod
Židovská komunita v Náchodě byla jednou z nejstarších a největších ve východních Čechách. Židé přicházeli do města již na konci 13. století. V průběhu 16. století byla v Náchodě židovská škola, rituální lázeň mikve a synagoga. V druhé polovině 19. století Náchod ovlivnil průmyslový rozmach, zejména v textilnictví. Mnozí podnikatelé v tomto odvětví byli židé. Na přelomu 19. a 20. století příslušelo k židovské obci v Náchodě více než 600 lidí. Zapojovali se do politického, kulturního i sportovního dění ve městě. Po vyhlášení Protektorátu Čechy a Morava byli židé perzekuováni a nakonec likvidováni v koncentračních táborech. Transport židů z Náchoda a Hronova odjel 14. prosince 1942. Deportováno bylo 248 lidí. Náchodských občanů se vrátilo 16. V 60. letech 20. století byla zbořena synagoga a bývalé židovské domy.
V roce 1846 založil Samuel Goldschmid v Náchodě textilní továrnu. Společnost byla poté provozována jeho synem Maxem Michaelem Goldschmidem a poté jeho vnukem Hanušem Goldschmidem. Dnes budova již neexistuje. Hanuš Goldschmid měl pět sester, všichni se narodili v Náchodě, všichni byli zavražděni nacistickým režimem v koncentračních táborech.
V Náchodě se nacházejí tyto kameny zmizelých:
| Obrázek | Nápis | Bydliště                                                   | Odhalení      | Jméno, život |
| ------- | --- | ---------------------------------------------------------- | ------------- | --- |
|         | ZDE BYDLELA LILLY HAASOVÁ ROZ. GOLDSCHMIDOVÁ NAR. 1884 DEPORTOVÁNA 1942 DO TEREZÍNA ZAVRAŽDĚNA 8.3.1944 V OSVĚTIMI        | Náchod, Masarykovo nam. 57 50°24′57″ s. š., 16°9′45″ v. d. | 2. srpna 2016 | Lilly Haasová roz. Goldschmidová |
|         | ZDE BYDLELA LOTTE KRAUSOVÁ ROZ. GOLDSCHMIDOVÁ NAR. 1898 DEPORTOVÁNA 1942 DO TEREZÍNA ZAVRAŽDĚNA 8.1.1945 STUTTHOF         | Náchod, Masarykovo nam. 57                                 | 2. srpna 2016 | Lotte Krausová roz. Goldschmidová se narodila 26. března 1898 v Náchodě jako jedna z pěti dcer náchodského obchodníka Maxe Michaela Goldschmida a jeho ženy Matildy, rozené Neumannové. V roce 1928 se provdala za lékaře Karla Krause. Měli společně jediného syna Michala, který se narodil 28. června 1930 v Trutnově. Židovské obyvatelstvo z Náchoda putovalo do Hradce Králové, kde byli zařazeni do transportu do Terezína. Krausovi byli v roce 1943 transportováni do Osvětimi. Lotte Krausová byla v červenci roku 1944 poslána do koncentračního tábora Stutthof u Gdaňska, kde byla zavražděna. Její syn Michal válku přežil a byl osvobozen v Gunskirchenu. |
|         | ZDE BYDLELA JENNY SCHUROVÁ ROZ. GOLDSCHMIDOVÁ NAR. 1878 DEPORTOVÁNA 1942 DO TEREZÍNA ZAVRAŽDĚNA 8.3.1944 V OSVĚTIMI       | Náchod, Masarykovo nam. 57                                 | 2. srpna 2016 | Jenny Schurová roz. Goldschmidová |
|         | ZDE BYDLELA ALICE SCHWABACHEROVÁ ROZ. GOLDSCHMIDOVÁ NAR. 1881 DEPORTOVÁNA 1942 DO TEREZÍNA ZAVRAŽDĚNA 8.3.1944 V OSVĚTIMI | Náchod, Masarykovo nam. 57                                 | 2. srpna 2016 | Alice Schwabacherová roz. Goldschmidová |
|         | ZDE BYDLELA MARIANA STEINEROVÁ ROZ. GOLDSCHMIDOVÁ NAR. 1886 DEPORTOVÁNA 1942 DO TEREZÍNA ZAVRAŽDĚNA 8.3.1944 V OSVĚTIMI   | Náchod, Masarykovo nam. 57                                 | 2. srpna 2016 | Mariana Steinerová roz. Goldschmidová |

## Rychnov nad Kněžnou
Židé jsou v Rychnově nad Kněžnou doloženi v 1. polovině 16. století. Počet usídlených rodin se až do poloviny 19. století zvyšoval. V roce 1836 žilo v Rychnově 50 židovských rodin. Původní židovské domy, budoba rabinátu, školy a synagoga byly umístěny v okolí dnešní Palackého ulice. Původní synagoga vyhořela v roce 1782. Na stejném místě byla v roce 1787 postavena nová synagoga. Dnešní podoba získala po opravě v důsledku požáru v roce 1830. Po vzniku Protektorátu Čechy a Moravy čekal i rychnovské židy transport do Terezína, kam odjeli z Hradce Králové.
Přestože kameny zmizelých jsou obvykle pokládány před dům, který byl poslední adresou oběti, Rychnov nad Kněžnou má výjimku v podobě Karla Poláčka, významného českého spisovatele a rychnovského rodáka.
V Rychnově nad Kněžnou se nacházejí tyto kameny zmizelých:
| Obrázek | Nápis | Bydliště                                                | Odhalení       | Jméno, život |
| ------- | --- | ------------------------------------------------------- | -------------- | --- |
|         | ZDE ŽIL KAREL POLÁČEK NAR. 22.3.1892 DEPORTOVÁN 5.7.1943 DO TEREZÍNA ZAVRAŽDĚN NA POCHODU SMRTI 1945                  | Palackého ulice čp. 47 50°9′47″ s. š., 16°16′30″ v. d.  | 27. dubna 2022 | Karel Poláček |
|         | ZDE ŽIL MILAN POLÁČEK NAR. 18.10.1907 DEPORTOVÁN 17.12.1942 DO TEREZÍNA ZAVRAŽDĚN 1943 V OSVĚTIMI                     | Palackého ulice čp. 47 50°9′47″ s. š., 16°16′30″ v. d.  | 27. dubna 2022 | Milan Poláček |
|         | ZDE ŽIL KAMIL ŠŤASTNÝ NAR. 8.4.1894 DEPORTOVÁN 17.12.1942 DO TEREZÍNA ZAVRAŽDĚN 1943 V OSVĚTIMI                       | Palackého ulice čp. 47 50°9′47″ s. š., 16°16′30″ v. d.  | 27. dubna 2022 | Kamil Šťastný |
|         | ZDE ŽILA BERTA ŠŤASTNÁ ROZ. POLÁČKOVÁ NAR. 13.9.1901 DEPORTOVÁNA 17.12.1942 DO TEREZÍNA ZAVRAŽDĚNA 1943 V OSVĚTIMI    | Palackého ulice čp. 47 50°9′47″ s. š., 16°16′30″ v. d.  | 27. dubna 2022 | Berta Šťastná |
|         | ZDE ŽIL JAN THORSCH NAR. 25.2.1902 DEPORTOVÁN DO TEREZÍNA ZAVRAŽDĚN                                                   | Palackého ulice čp. 696 50°9′45″ s. š., 16°16′31″ v. d. | 27. dubna 2022 | Jan Thorsch – obchodník s bavlněnou přízí                                                                                              |
|         | ZDE ŽILA ANNA THORSCHOVÁ NAR. 2.2.1911 DEPORTOVÁNA 17.12.1942 DO TEREZÍNA ZAVRAŽDĚNA V OSVĚTIMI                       | Palackého ulice čp. 696 50°9′45″ s. š., 16°16′31″ v. d. | 27. dubna 2022 | Anna Thorschová |
|         | ZDE ŽILA HELENA THORSCHOVÁ NAR. 14.3.1937 DEPORTOVÁNA 17.12.1942 DO TEREZÍNA ZAVRAŽDĚNA V OSVĚTIMI                    | Palackého ulice čp. 696 50°9′45″ s. š., 16°16′31″ v. d. | 27. dubna 2022 | Helena Thorschová |
|         | ZDE ŽIL FRANTIŠEK DEUTSCHMANN NAR. 17.9.1931 DEPORTOVÁN 17.12.1942 DO TEREZÍNA ZAVRAŽDĚN V OSVĚTIMI                   | Poláčkovo náměstí 86/87 50°9′54″ s. š., 16°16′32″ v. d. | 27. dubna 2022 | František Deutschmann |
|         | ZDE ŽIL JAN DEUTSCHMANN NAR. 18.7.1935 DEPORTOVÁN 17.12.1942 DO TEREZÍNA ZAVRAŽDĚN V OSVĚTIMI                         | Poláčkovo náměstí 86/87 50°9′54″ s. š., 16°16′32″ v. d. | 27. dubna 2022 | Jan Deutschmann |
|         | ZDE ŽIL JOSEF DEUTSCHMANN NAR. 25.6.1931 DEPORTOVÁN 17.12.1942 DO TEREZÍNA ZAVRAŽDĚN V OSVĚTIMI                       | Poláčkovo náměstí 86/87 50°9′54″ s. š., 16°16′32″ v. d. | 27. dubna 2022 | Josef Deutschmann |
|         | ZDE ŽIL OTTO DEUTSCHMANN NAR. 3.2.1899 DEPORTOVÁN 17.12.1942 DO TEREZÍNA ZAVRAŽDĚN V OSVĚTIMI                         | Poláčkovo náměstí 86/87 50°9′54″ s. š., 16°16′32″ v. d. | 27. dubna 2022 | Otto Deutschmann |
|         | ZDE ŽIL PAVEL DEUTSCHMANN NAR. 11.5.1934 DEPORTOVÁN 17.12.1942 DO TEREZÍNA ZAVRAŽDĚN V OSVĚTIMI                       | Poláčkovo náměstí 86/87 50°9′54″ s. š., 16°16′32″ v. d. | 27. dubna 2022 | Pavel Deutschmann |
|         | ZDE ŽIL THEODOR DEUTSCHMANN NAR. 17.4.1865 DEPORTOVÁN 17.12.1942 DO TEREZÍNA ZAVRAŽDĚN                                | Poláčkovo náměstí 86/87 50°9′54″ s. š., 16°16′32″ v. d. | 27. dubna 2022 | Theodor Deutschmann - továrník, výrobce kapesníků a bílého zboží                                                                       |
|         | ZDE ŽILA ELLA DEUTSCHMANNOVÁ NAR. 20.6.1908 DEPORTOVÁNA 17.12.1942 DO TEREZÍNA ZAVRAŽDĚNA                             | Poláčkovo náměstí 86/87 50°9′54″ s. š., 16°16′32″ v. d. | 27. dubna 2022 | Ella Deutschmannová roz. Sladkusová se narodila 20. června 1908 v Chlumci nad Cidlinou. Jejími rodiči byli Emil a Irma Sladkusovi.     |
|         | ZDE ŽILA FRANTIŠKA DEUTSCHMANNOVÁ NAR. 25.2.1907 DEPORTOVÁNA 17.12.1942 DO TEREZÍNA ZAVRAŽDĚNA V OSVĚTIMI             | Poláčkovo náměstí 86/87 50°9′54″ s. š., 16°16′32″ v. d. | 27. dubna 2022 | Františka Deutschmannová roz. Sladkusová se narodila 25. února 1907 v Chlumci nad Cidlinou. Jejími rodiči byli Emil a Irma Sladkusovi. |
|         | ZDE ŽIL ARNOLD BOEHM NAR. 24.11.1892 DEPORTOVÁN 17.12.1942 DO TEREZÍNA ZAVRAŽDĚN V OSVĚTIMI                           | Palackého ulice čp. 694 50°9′45″ s. š., 16°16′33″ v. d. | 17. dubna 2023 | Arnold Boehm (Böhm) |
|         | ZDE ŽIL JIŘÍ BOEHM NAR. 17.11.1924 DEPORTOVÁN 17.12.1942 DO TEREZÍNA ZAVRAŽDĚN V OSVĚTIMI                             | Palackého ulice čp. 694 50°9′45″ s. š., 16°16′33″ v. d. | 17. dubna 2023 | Jiří Boehm (Böhm) |
|         | ZDE ŽIL KAREL BOEHM NAR. 14.12.1926 DEPORTOVÁN 17.12.1942 DO TEREZÍNA ZAVRAŽDĚN V OSVĚTIMI                            | Palackého ulice čp. 694 50°9′45″ s. š., 16°16′33″ v. d. | 17. dubna 2023 | Karel Boehm (Böhm) |
|         | ZDE ŽILA MARTA BOEHMOVÁ NAR. 6.9.1903 DEPORTOVÁNA 17.12.1942 DO TEREZÍNA ZAVRAŽDĚNA V OSVĚTIMI                        | Palackého ulice čp. 694 50°9′45″ s. š., 16°16′33″ v. d. | 17. dubna 2023 | Marta Boehmová (Böhmová) |
|         | ZDE ŽIL JOSEF FISCHER NAR. 16.3.1936 DEPORTOVÁN 17.12.1942 DO TEREZÍNA ZAVRAŽDĚN V OSVĚTIMI                           | Palackého ulice čp. 696 50°9′45″ s. š., 16°16′31″ v. d. | 17. dubna 2023 | Josef Fischer |
|         | ZDE ŽIL LEO FISCHER NAR. 29.8.1906 DEPORTOVÁN 17.12.1942 DO TEREZÍNA ZAVRAŽDĚN V OSVĚTIMI                             | Palackého ulice čp. 696 50°9′45″ s. š., 16°16′31″ v. d. | 17. dubna 2023 | Leo Fischer |
|         | ZDE ŽILA LILY FISCHEROVÁ NAR. 29.8.1914 DEPORTOVÁNA 17.12.1942 DO TEREZÍNA ZAVRAŽDĚNA V OSVĚTIMI                      | Palackého ulice čp. 696 50°9′45″ s. š., 16°16′31″ v. d. | 17. dubna 2023 | Lily Fischerová |
|         | ZDE ŽIL MAX LÖWY NAR. 15.3.1865 DEPORTOVÁN 17.12.1942 DO TEREZÍNA ZAVRAŽDĚN                                           | Palackého ulice čp. 109 50°9′44″ s. š., 16°16′32″ v. d. | 17. dubna 2023 | Max Löwy – obchodník s dřívím a uhlím, znám z díla Karla Poláčka, hudebník, zpěvák                                                     |
|         | ZDE ŽILA BOŽENA LÖWYOVÁ NAR. 7.9.1872 DEPORTOVÁNA 17.12.1942 DO TEREZÍNA ZAVRAŽDĚNA V OSVĚTIMI                        | Palackého ulice čp. 109 50°9′44″ s. š., 16°16′32″ v. d. | 17. dubna 2023 | Božena Löwyová |
|         | ZDE ŽIL MUDr. RUDOLF MARGOLIUS NAR. 13.11.1905 DEPORTOVÁN 17.12.1942 DO TEREZÍNA ZAVRAŽDĚN V OSVĚTIMI                 | Palackého ulice čp. 694 50°9′45″ s. š., 16°16′33″ v. d. | 17. dubna 2023 | MUDr. Rudolf Margolius - praktický lékař                                                                                               |
|         | ZDE ŽIL OSKAR WEINER NAR. 2.4.1891 DEPORTOVÁN 17.12.1942 DO TEREZÍNA ZAVRAŽDĚN V OSVĚTIMI                             | Palackého ulice čp. 109 50°9′44″ s. š., 16°16′32″ v. d. | 17. dubna 2023 | Oskar Weiner |
|         | ZDE ŽILA FRANTIŠKA WEINEROVÁ NAR. 6.8.1895 DEPORTOVÁNA 17.12.1942 DO TEREZÍNA ZAVRAŽDĚNA V OSVĚTIMI                   | Palackého ulice čp. 109 50°9′44″ s. š., 16°16′32″ v. d. | 17. dubna 2023 | Františka Weinerová |
|         | ZDE ŽILA VĚRA WEINEROVÁ NAR. 11.8.1921 DEPORTOVÁNA 17.12.1942 DO TEREZÍNA ZAVRAŽDĚNA V OSVĚTIMI                       | Palackého ulice čp. 109 50°9′44″ s. š., 16°16′32″ v. d. | 17. dubna 2023 | Věra Weinerová |
|         | ZDE ŽIL JOSEF WEINER NAR. 31.8.1922 DEPORTOVÁN 17.12.1942 DO TEREZÍNA ZAVRAŽDĚN V OSVĚTIMI                            | Palackého ulice čp. 109 50°9′44″ s. š., 16°16′32″ v. d. | 17. dubna 2023 | Josef Weiner |
|         | ZDE ŽIL KAREL LEDERER NAR. 26.6.1869 DEPORTOVÁN 17.12.1942 DO TEREZÍNA ZAVRAŽDĚN 1943 V OSVĚTIMI                      | Staré náměstí čp. 69 50°9′49″ s. š., 16°16′28″ v. d.    | 6. května 2024 | Karel Lederer - obchodník s galanterním zbožím                                                                                         |
|         | ZDE ŽILA ADÉLA POLÁČKOVÁ ROZ. HERMANNOVÁ NAR. 13.9.1895 DEPORTOVÁNA 17.12.1942 DO TEREZÍNA ZAVRAŽDĚNA 1943 V OSVĚTIMI | Staré náměstí čp. 69 50°9′49″ s. š., 16°16′28″ v. d.    | 6. května 2024 | Adéla Poláčková - manželka Karla Poláčka, hospodyně u Karla Lederera                                                                   |

## Trutnov
Zmínky o židovské komunitě v Trutnově pochází z 16. století. Na konci 19. století čítala komunita kolem 300 lidí. Od roku 1885 byla v Trutnově synagoga, vystavěná v maurském slohu od Konrada Kühna. Byla zničena při Křišťálové noci z 9. na 10. listopadu 1938. Stejně tak byl poničen i místní židovský hřbitov.
V Trutnově se nacházejí tyto kameny zmizelých:
| Obrázek | Nápis                                                                                               | Bydliště                                                      | Odhalení           | Jméno, život       |
| ------- | --------------------------------------------------------------------------------------------------- | ------------------------------------------------------------- | ------------------ | ------------------ |
|         | ZDE ŽIL ERNST ALTSCHUL NAR. 1899 DEPORTOVÁN 1942 DO TEREZÍNA ZAVRAŽDĚN V TREBLINCE                  | Krakonošovo náměstí č. p. 70 50°33′40″ s. š., 15°54′47″ v. d. | 15. listopadu 2021 | Ernst Altschul     |
|         | ZDE ŽIL PINKAS FLESCH NAR. 1871 DEPORTOVÁN DO TEREZÍNA ZAVRAŽDĚN 22. 2. 1944                        | Jihoslovanská ulice č. p. 26 50°33′38″ s. š., 15°54′51″ v. d. | 15. listopadu 2021 | Pinkas Flesch      |
|         | ZDE ŽILA MARTA FLESCHOVÁ NAR. 1895 DEPORTOVÁNA 1942 DO TEREZÍNA ZAVRAŽDĚNA V OSVĚTIMI               | Jihoslovanská ulice č. p. 26 50°33′38″ s. š., 15°54′51″ v. d. | 15. listopadu 2021 | Marta Fleschová    |
|         | ZDE ŽIL OTTO FLESCH NAR. 1917 DEPORTOVÁN 1941 DO TEREZÍNA ZAVRAŽDĚN 3. 3. 1945 V DACHAU             | Jihoslovanská ulice č. p. 26 50°33′38″ s. š., 15°54′51″ v. d. | 15. listopadu 2021 | Otto Flesch        |
|         | ZDE ŽIL MUDR. JULIUS KOHN NAR. 1892 DEPORTOVÁN 1942 DO TEREZÍNA ZAVRAŽDĚN 5. 12. 1944 V DACHAU      | Slezská ulice č. p. 41 50°33′41″ s. š., 15°55′0″ v. d.        | 15. listopadu 2021 | MUDr. Julius Kohn  |
|         | ZDE ŽILA LEOPOLDINA KOHNOVÁ NAR. 1887 DEPORTOVÁNA 1942 DO TEREZÍNA ZAVRAŽDĚNA V OSVĚTIMI            | Slezská ulice č. p. 41 50°33′41″ s. š., 15°55′0″ v. d.        | 15. listopadu 2021 | Leopoldina Kohnová |
|         | ZDE ŽIL MARKUS LEDERER NAR. 1864 DEPORTOVÁN 1942 DO TEREZÍNA ZAVRAŽDĚN 1. 10. 1942                  | Bulharská ulice č. p. 63 50°33′41″ s. š., 15°54′50″ v. d.     | 12. listopadu 2023 | Markus Lederer     |
|         | ZDE ŽILA REGINA LEDEREROVÁ NAR. 1866 DEPORTOVÁNA 1942 DO TEREZÍNA ZAVRAŽDĚNA 21. 7. 1944            | Bulharská ulice č. p. 63 50°33′41″ s. š., 15°54′50″ v. d.     | 12. listopadu 2023 | Regina Ledererová  |
|         | ZDE ŽILA MARIE BEITLEROVÁ NAR. 1886 DEPORTOVÁNA 1942 DO TEREZÍNA ZAVRAŽDĚNA 13. 2. 1945             | Polní ulice č. p. 129 50°33′53″ s. š., 15°54′48″ v. d.        | 12. listopadu 2023 | Marie Beitlerová   |
|         | ZDE ŽIL MUDR. JULIUS GANS NAR. 1866 DEPORTOVÁN 1942 DO TEREZÍNA ZAVRAŽDĚN V OSVĚTIMI                | Pražská ulice č. p. 135 50°33′31″ s. š., 15°54′32″ v. d.      | 12. listopadu 2023 | MUDr. Julius Gans  |
|         | ZDE ŽIL JUDR. HUGO TAUSSIG NAR. 1876 DEPORTOVÁN 1941 DO LODŽE ZAVRAŽDĚN 15. 5. 1942                 | Polská ulice č. p. 189 50°33′52″ s. š., 15°55′18″ v. d.       | 12. listopadu 2023 | JUDr. Hugo Taussig |
|         | ZDE ŽIL MAXIMILIÁN ROUBÍČEK NAR. 1887 DEPORTOVÁN 1942 DO TEREZÍNA ZAVRAŽDĚN 31. 10. 1944 V OSVĚTIMI | Sokolská ulice č. p. 237 50°34′37″ s. š., 15°57′8″ v. d.      | 12. listopadu 2023 | Maxmilián Roubíček |